# Llista de Grans Mestres espanyols
La següent és una llista de Grans Mestres espanyols, a la qual hi són inclosos els Grans Mestres que tenen nacionalitat espanyola (juguin o no representant l'estat espanyol). Segons la llista d'Elo de la Federació Internacional d'Escacs (FIDE) de setembre de 2012, Espanya hi ocupava el lloc 18è en ordre de forces, i pel que fa al nombre de titulats internacionals, la Federació Espanyola comptava en aquella data amb 36 Grans Mestres, 109 Mestres Internacionals i fins a un total de 483 titulats internacionals.

## Llista de Grans Mestres amb nacionalitat espanyola
Aquesta llista conté tots els jugadors d'escacs que tenen nacionalitat espanyola i han obtingut el títol de Gran Mestre Internacional. Tots viuen actualment, excepte el català David García Ilundáin, que va morir prematurament l'any 2002, l'aragonès Jesús María Díez del Corral i qui va ser nen prodigi dels escacs espanyols Artur Pomar Salamanca.
| Jugador                          |  | Any de naixement | Bandera[3] | Nacionalitat d'origen |
| -------------------------------- |  | ---------------- | ---------- | --------------------- |
| Lance Henderson de la Fuente     |  | 2003             |            | Espanya               |
| Miguel Santos Ruiz               |  | 1999             |            | Espanya               |
| Jaime Santos Latasa              |  | 1996             |            | Espanya               |
| David Antón Guijarro             |  | 1995             |            | Espanya               |
| Ángel Arribas López              |  | 1993             |            | Espanya               |
| Aleksandr Ipàtov                 |  | 1993             | -          | Ucraïna               |
| Àlvar Alonso Rosell              |  | 1992             |            | Espanya               |
| Iván Salgado López               |  | 1991             |            | Espanya               |
| Xavier Vila Gázquez              |  | 1990             |            | Espanya               |
| David Lariño Nieto               |  | 1989             |            | Espanya               |
| Daniel Alsina Leal[4]            |  | 1988             |            | Espanya               |
| José Cuenca Jiménez              |  | 1987             |            | Espanya               |
| Hipòlit Asís Gargatagli          |  | 1986             |            | Espanya               |
| Enrique Rodríguez Guerrero       |  | 1983             |            | Espanya               |
| Francisco Vallejo Pons           |  | 1982             |            | Espanya               |
| Ibragim Khamrakulov              |  | 1982             |            | Uzbekistan            |
| Josep Manuel López Martínez      |  | 1980             |            | Espanya               |
| Renier Vázquez Igarza            |  | 1979             |            | Cuba                  |
| Miguel Llanes Hurtado            |  | 1978             |            | Espanya               |
| Herminio Herráiz Hidalgo         |  | 1978             |            | Espanya               |
| Salvador Gabriel del Río Angelis |  | 1976             |            | Espanya               |
| Alexis Cabrera Pino              |  | 1976             |            | Cuba                  |
| Julen Luis Arizmendi Martínez    |  | 1976             | [5]        | Espanya               |
| Javier Moreno Carnero            |  | 1975             |            | Argentina             |
| Marc Narciso Dublan              |  | 1974             |            | Espanya               |
| Josep Oms i Pallisé              |  | 1973             |            | Espanya               |
| Óscar de la Riva Aguado          |  | 1972             | [6][7]     | Espanya               |
| Aleksei Xírov                    |  | 1972             |            | Unió Soviètica        |
| David García Ilundáin            |  | 1972 - 2002      |            | Espanya               |
| Lluís Comas i Fabregó            |  | 1971             |            | Espanya               |
| Pablo San Segundo Carrillo       |  | 1970             |            | Espanya               |
| Irisberto Herrera Ojeda          |  | 1967             |            | Cuba                  |
| Jordi Magem i Badals             |  | 1967             |            | Espanya               |
| Alfonso Romero Holmes            |  | 1965             |            | Espanya               |
| Miquel Illescas Córdoba          |  | 1965             |            | Espanya               |
| Félix Izeta Txabarri             |  | 1961             |            | Espanya               |
| Manuel Rivas Pastor              |  | 1960             |            | Espanya               |
| Jesús María de la Villa García   |  | 1958             |            | Espanya               |
| Juan Mario Gómez Esteban         |  | 1958             |            | Espanya               |
| Roberto Cifuentes Parada         |  | 1957             |            | Xile                  |
| Zenón Franco Ocampos             |  | 1956             |            | Paraguai              |
| Amador Rodríguez Céspedes        |  | 1956             |            | Cuba                  |
| José Luís Fernández García       |  | 1954             |            | Espanya               |
| Elizbar Ubilava                  |  | 1950             |            | Geòrgia               |
| Juan Manuel Bellón López         |  | 1950             |            | Espanya               |
| Orestes Rodríguez Vargas         |  | 1943             |            | Perú                  |
| Miodrag Todorčević               |  | 1940             |            | Iugoslàvia / (Sèrbia) |
| Jesús María Díez del Corral      |  | 1933 - 2010      |            | Espanya               |
| Artur Pomar Salamanca            |  | 1931 - 2016      |            | Espanya               |